# Steinbach am Donnersberg

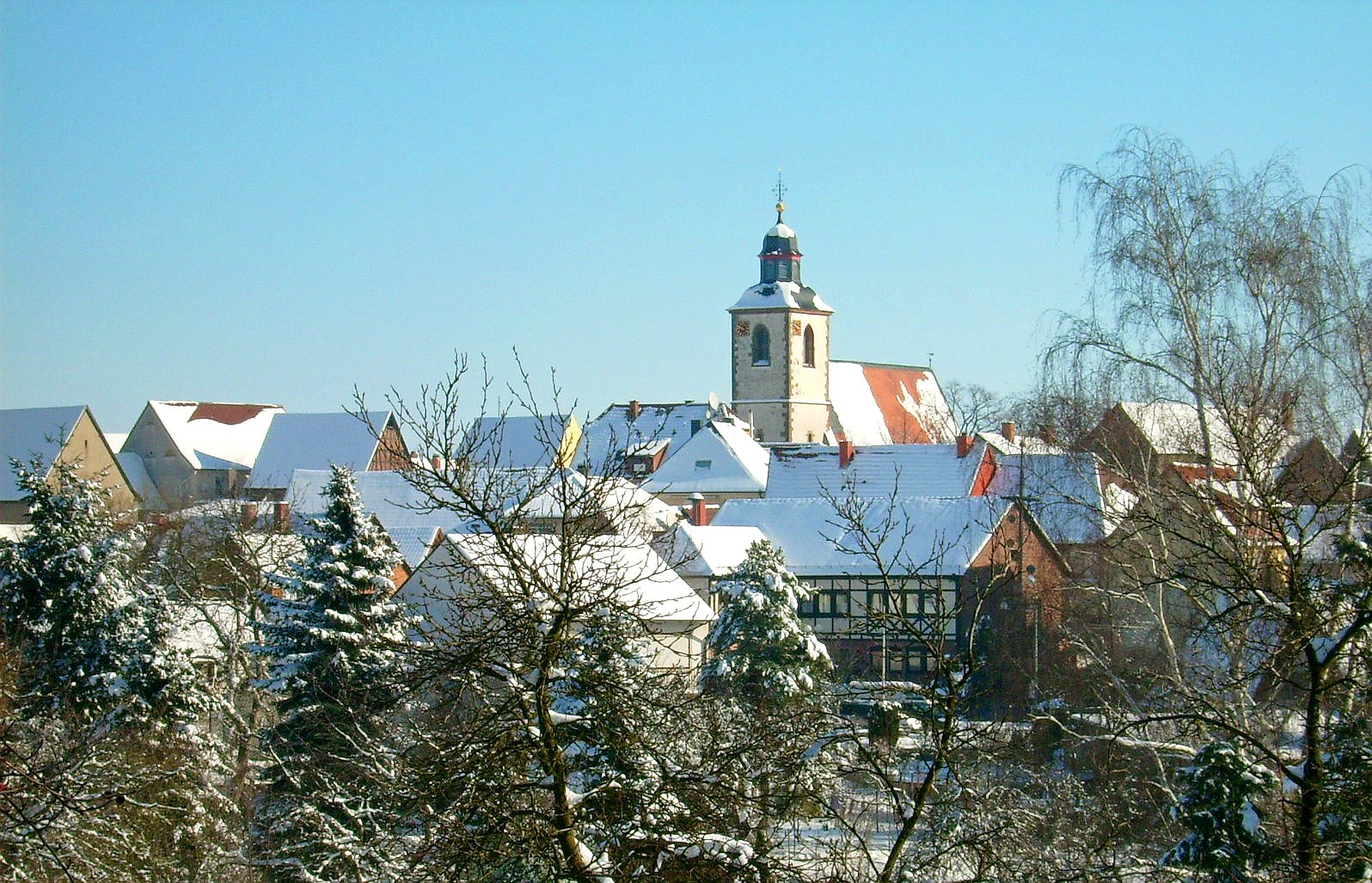
Ortsbild von Steinbach am Donnersberg

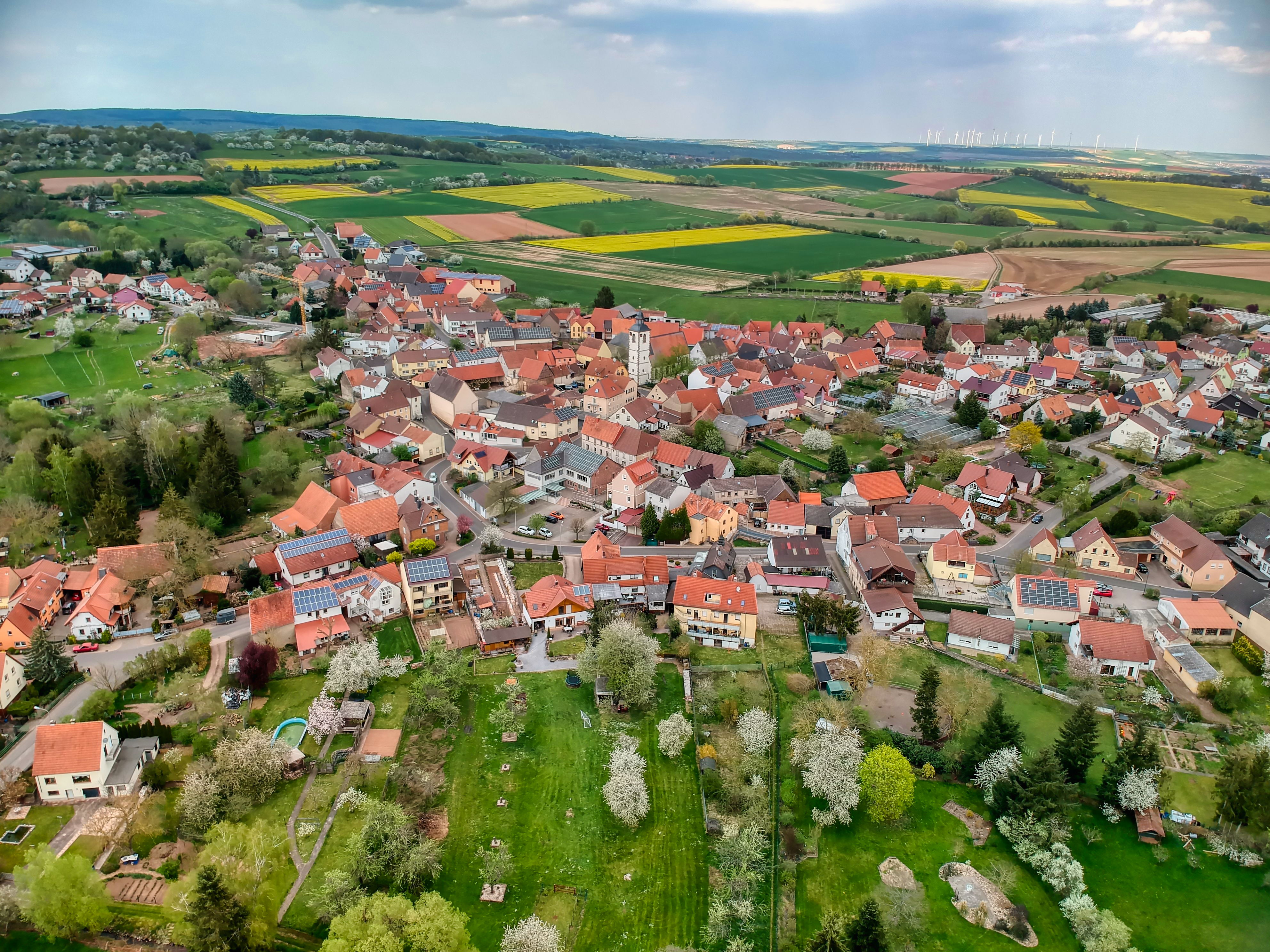
Schrägluftbild von Steinbach

Steinbach am Donnersberg (pfälzisch: Schdoabach) ist eine Ortsgemeinde im Donnersbergkreis in Rheinland-Pfalz. Sie gehört zur Verbandsgemeinde Winnweiler.

## Geographie
Der Ort liegt im Nordpfälzer Bergland zwischen dem Donnersberg im Nordwesten und dem Pfälzerwald im Süden. Mitten durch die Gemeinde fließt der Wildensteiner Bach, der zudem von rechts den Laubbach aufnimmt.
Zu Steinbach am Donnersberg gehören die Wohnplätze Haus Kaiserbusch, Haus Voigtland, Obere Mühle, Rotenbusch und Untere Mühle.

## Geschichte

### Ortsgeschichte
Die älteste erhaltene Erwähnung Steinbachs stammt aus dem Lehnbuch Werners II. von Bolanden, in dem ihm von den Grafen von Leiningen mehrere Orte, darunter Steinbach, als Lehnsgut übertragen wurden.:35 Die genaue Datierung des Lehnbuchs ist umstritten, wird aber auf die letzten Jahrzehnte des 12. Jahrhunderts geschätzt.:37 Zu einem unbekannten Zeitpunkt schenkten die Herren von Bolanden Steinbach dem Kloster Münsterdreisen. Aber auch das Kloster Otterberg war im Ort begütert. Das Kloster Münsterdreisen musste das Dorf 1327 zur Tilgung von Schulden an die Ritter von Sankt Alban verkaufen, die seinerzeit auf Burg Wildenstein saßen.:38–39 Das Kloster behielt sich jedoch beim Verkauf zahlreiche Rechte vor, darunter die Ausübung der Gerichtsbarkeit in Steinbach.:41 Die Rechte an Steinbach fielen mit dem Untergang des Klosters Münsterdreisen 1528 an das Kloster Lorsch, dessen Besitztümer 1551 in der Kurpfalz aufgingen und ab 1559 von den Herren von Geispitzheim verwaltet wurden.:42
Die Ritter von Sankt Alban schenkten Steinbach den Grafen von Leiningen und nahmen das Dorf wiederum als Lehen. Das Lehen wurde sowohl als Mannlehen als auch das Weiberlehen ausgestellt, d. h. es sollte auch dann fortbestehen, wenn die Lehnsnehmer in der männlichen Linie aussterben.:72 Die Linie Sankt Alban wurde nach ihrem Aussterben von den Herren von Oberstein beerbt.:74 Bereits 1402 beanspruchte Emich VI. von Leiningen-Dagsburg Steinbach für sich, konnte den Besitz aber nicht durch Urkunden beweisen. Als die Obersteiner Linie im männlichen Geschlecht 1663 ausstarb, eroberten die Leininger Steinbach gewaltsam und teilten das Dorf auf die beiden Linien Leiningen-Dagsburg-Hardenburg und Leiningen-Heidesheim auf.:53 Leiningen-Dagsburg-Hardenburg verkaufte sogleich die Hälfte seines Besitzes (also 1/4 des Besitzes an Steinbach) an Freiherr Johann Christoph von Schellhart. Als das Haus Schellhart 1729 in männlicher Linie ausstarb, fiel dessen Anteil an Steinbach durch Verkauf an die Herren Sturmfeder von Oppenweiler.:99
1772 verkaufte Freiherr Franz Georg Ernst von Sturmfeder seinen Anteil an Steinbach an das Haus Nassau-Weilburg.:103 Dieses hatte bereits zuvor, nämlich im Jahr 1764 die verbliebenen Rechte an Steinbach von den Herren von Geispitzheim übernommen. Der Versuch von Leiningen-Dagsburg-Hardenburg, auch seinen Besitz an Steinbach an das Haus Nassau-Weilburg zu verkaufen (Nassau-Weilburg hätte dann 1/2 von Steinbach besessen), scheiterte 1791.:124 Somit waren die Besitzverhältnisse an Steinbach bis zur Französischen Revolution wie folgt:
- 2/4 Leiningen-Heidesheim
- 1/4 Leiningen-Dagsburg-Hardenburg
- 1/4 Nassau-Weilburg.

Daneben besaßen aber noch die Herren von Falkenstein und die Kurfürsten der Kurpfalz Leibeigentum in Steinbach, sodass letztlich ein heilloses Chaos entstand, indem sowohl die Herrscher als auch ihre Vertreter vor Ort eigenmächtig Recht im Ort sprachen; es bestanden bis zu 9 verschiedene Jurisdiktionen in Steinbach.:99
Von 1798 bis 1814, als die Pfalz Teil der Französischen Republik (bis 1804) und anschließend Teil des Napoleonischen Kaiserreichs war, war die Gemeinde in das französische Département Donnersberg und in den Kanton Winnweiler eingegliedert. Infolge des Wiener Kongresses gehörte der Ort 1815 zunächst zu Osterreich. Ein Jahr später wurde er Bayern zugeschlagen. Von 1818 bis 1862 war Steinbach Bestandteil des Landkommissariats Kaiserslautern, das anschließend in ein Bezirksamt umgewandelt wurde. Am 1. Dezember 1900 wechselte die Gemeinde in das neu geschaffene Bezirksamt Rockenhausen. Ab 1939 war die Gemeinde Bestandteil des Landkreises Rockenhausen.
Der Zweite Weltkrieg verlief in Steinbach zunächst ruhig. 1940 erhielt der Ort 15 polnische Kriegsgefangene, 1942 kamen weitere 14 Ostarbeiter aus der Ukraine, um Arbeiten in der Landwirtschaft zu übernehmen. Bis auf einen Ukrainer, der sich dauerhaft in Steinbach niederließ, kehrten sämtliche Kriegsgefangene nach dem Krieg in ihre Heimat zurück.:423 Als das Kriegsende näher rückte, befanden sich noch zahlreiche deutsche Soldaten in Steinbach. Die Dorfbevölkerung, schwere Kämpfe befürchtend, packte das Nötigste und zog ins Wildensteiner Tal in der Erwartung, die US-Amerikaner würden über die Kaiserstraße auf Steinbach vorrücken. Tatsächlich kamen die US-Amerikaner am 20. März 1945 durch das Spendeltal nach Steinbach. Ein Angriff der Deutschen auf die US-amerikanischen Truppen wurde prompt mit Gegenfeuer beantwortet, wobei einige Gebäude in Steinbach, darunter die Kirche sowie mehrere Bauernhäuser, Schäden davontrugen. Letztlich kam Steinbach aber glimpflich davon und die US-Amerikaner konnten Steinbach noch am selben Tag einnehmen.:422
Nach dem Zweiten Weltkrieg wurde der Ort innerhalb der Französischen Besatzungszone Teil des 1946 neu gebildeten Landes Rheinland-Pfalz. 1961 hatte die Gemeinde insgesamt 892 Einwohner. Im Zuge der ersten rheinland-pfälzischen Verwaltungsreform wechselte Steinbach am 7. Juni 1969 zusammen mit den meisten anderen Orten des Kreises in den neu geschaffenen Donnersbergkreis. Drei Jahre später wurde der Ort Teil der Verbandsgemeinde Winnweiler.
1969 plante ein Investor aus Düsseldorf den Bau eines großen Freizeitparks im Hahnweiler Tal westlich von Steinbach, u. a. mit 120 Ferienhäusern, 150 Campingplätzen, einem Hotel mit 140 Betten, Hallenbad und Freibad. Nachdem der Investor die Unterstützung der örtlichen Politiker für dieses Vorhaben erhalten hatte, begann er mit dem Grundstückserwerb, doch noch bevor er das erste Haus bauen konnte, scheiterte sein Projekt daran, dass sich die Gemeinde Steinbach weigerte, den Anschluss an die öffentliche Wasserversorgung herzustellen, da die Wasserversorgung des Ortes selbst als gefährdet galt. Der Investor klagte nunmehr auf Herstellung des Wasseranschlusses gegen die Verbandsgemeinde Winnweiler als Rechtsnachfolger der Gemeinde Steinbach sowie auf Schadensersatz für entgangenen Gewinn. Das Oberverwaltungsgericht Rheinland-Pfalz gab dem Investor 1976 recht, sodass der Donnersbergkreis einen Bebauungsplan für das Gebiet aufstellen musste.:429 Letztlich musste der Investor das Projekt aus finanziellen Gründen aufgeben und verkaufte das Grundstück 1980 an den Donnersbergkreis, der das Grundstück im Sinne des Naturschutzes renaturierte.:457 Einziges erhaltenes Relikt dieses ehrgeizigen Projekts ist der Weiher, der heute vom Angelsportverein Steinbach genutzt wird.:430

### Herkunft des Namens
Der Name des Ortes Steinbach, von der einheimischen Bevölkerung auch „Schdoabach“ genannt, kann wie bei über 100 gleichen Ortsnamen im deutschsprachigen Raum von einem Gewässer dieses Namens hergeleitet werden. Der namengebende Bach von Steinbach am Donnersberg kommt aus einem felsigen Tal des Donnersberges. Laut einer Literaturangabe von 1887 wird der Bach aus dem Wildensteinertal „die Steinbach“ genannt. Die in früher Zeit enge Verbindung zwischen Steinbach und Standenbühl zeigt auch im Namen eine Verwandtschaft. So hieß es 1787 „Standenböhl“, 1662 „steindte bohell“, 1447 „Steintenbohel“, 1355 „Steinachtenbuel“ und 1293 „Steinechtenbohl“. Dies deutet nach Ansicht von Heimatforschern darauf hin, dass das Dorf anfänglich landschaftlich betrachtet „Bohele“ hieß, was so viel wie Bühel oder Hügel bedeutet, und später den Beinamen des Baches Stan- oder Steinbach Stan- oder Steintebohl trug. Seit 1907 ist die offizielle Schreibweise „Steinbach am Donnersberg“ gebräuchlich. Eine Urkunde darüber trägt das Datum vom 15. August 1957. Aus einem Schreiben des Staatsarchivrates von Jan vom 15. August 1957 an die Bezirksregierung der Pfalz in Neustadt geht hervor, dass  der Steinbach als Flüsschen aus einem Tal des Donnersberges kommt.

## Politik

### Gemeinderat
Der Gemeinderat in Steinbach am Donnersberg besteht aus zwölf Ratsmitgliedern, die bei der Kommunalwahl am 9. Juni 2024 in einer Mehrheitswahl gewählt wurden, und dem ehrenamtlichen Ortsbürgermeister als Vorsitzendem.

### Bürgermeister
Dirk Schneider wurde am 10. Juli 2024 Ortsbürgermeister von Steinbach am Donnersberg. Bei der Direktwahl am 9. Juni 2024 war er als einziger Bewerber mit einem Stimmenanteil von 90,9 % für fünf Jahre gewählt worden.
Seine Vorgängerin Susanne Röß hatte sich bei der Wahl 2024 nicht erneut als Ortsbürgermeisterin beworben. Bei der Kommunalwahl am 26. Mai 2019 war sie mit 74,35 % gewählt worden und folgte damals Reiner Bauer, der nach 10 Jahren Amtszeit nicht mehr für diese Aufgabe kandidiert hatte.

### Wappen
| Wappen von Steinbach am Donnersberg | Blasonierung: „In Blau auf grünem Grund, linkshin sitzend, Johannes der Evangelist in silbernem Mantel und rotem Unterkleid, sein Evangelium in ein rotgebundenes silbernes Buch schreibend, rechts hinter ihm stehend ein schwarzer Adler.“ |
| Wappen von Steinbach am Donnersberg | Wappenbegründung: Es wurde 1950 vom rheinland-pfälzischen Innenministerium verliehen und geht zurück auf ein Siegel aus dem Jahr 1777. |

### Einwohnerentwicklung
Entwicklung der Einwohnerzahl von Steinbach am Donnersberg. Die Werte von 1871 bis 1987 beruhen auf Volkszählungen.
| Jahr | Einwohner |
| ---- | --------- |
| 1815 | 509       |
| 1835 | 720       |
| 1871 | 677       |
| 1905 | 584       |
| 1939 | 627       |

| Jahr | Einwohner |
| ---- | --------- |
| 1950 | 690       |
| 1961 | 692       |
| 1970 | 688       |
| 1987 | 614       |
| 1992 | 739       |

| Jahr | Einwohner |
| ---- | --------- |
| 1997 | 772       |
| 2002 | 790       |
| 2008 | 792       |
| 2017 | 720       |
| 2024 | 693       |

## Kultur und Sehenswürdigkeiten

### Kulturdenkmäler
Der jüdische Friedhof ist als Denkmalzone ausgewiesen. Hinzu kommen insgesamt fünf Einzelobjekte, die unter Denkmalschutz stehen, darunter die protestantische Kirche.

### Natur
Vor Ort existieren insgesamt zwei Naturdenkmale.

### Keltendorf

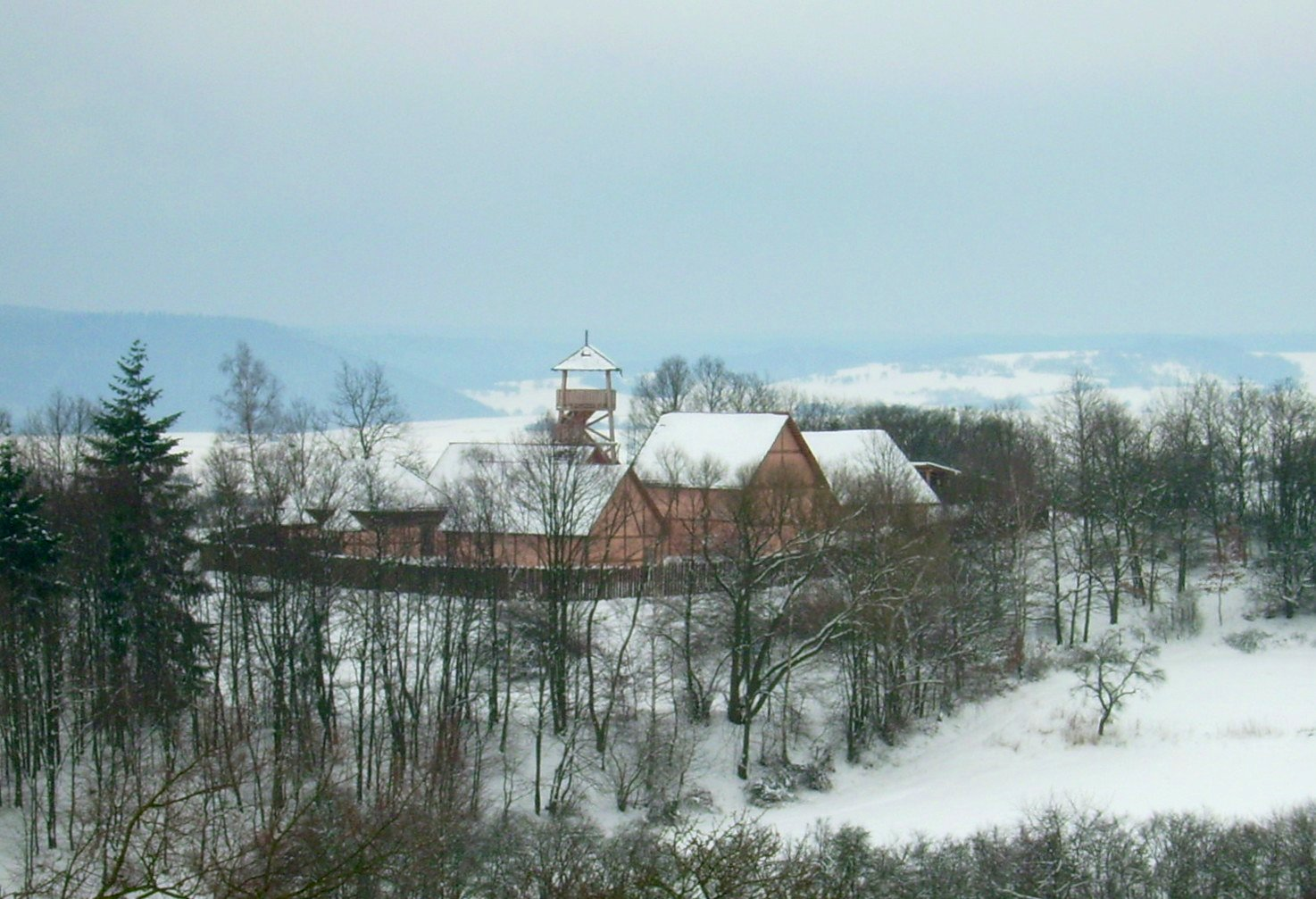
Keltendorf am Donnersberg

Südwestlich des Siedlungsgebiets befindet sich das Keltendorf am Donnersberg. Die in traditioneller Bauweise errichtete Hofsiedlung zeigt Handwerkstechniken, die die Kelten zum Hausbau einsetzten. Zudem gibt es einen etwa 12 Meter hohem Aussichtsturm, den sogenannten „Keltenturm“, der teilweise von Wanderarbeitern ohne elektrische Geräte erbaut wurde.

### NABU-Keltengarten
Der 6,4 Hektar große Keltengarten in Steinbach zeigt Leben, Arbeitswelt, Kultur und Naturraum zur Zeit der Kelten. Für Kinder gibt es einen Triskel-Spielplatz. Schautafeln informieren über Vorkommen und Bedeutung der Tier- und Pflanzenwelt der Donnersberg-Region, aber auch über Landwirtschaft und Kultur der Kelten.

## Wirtschaft und Infrastruktur

### Verkehr
Steinbach am Donnersberg liegt nicht an überregionalen Verkehrswegen. Durch den Ort verläuft die L 394, die südlich des Ortes an die ehemalige Kaiserstraße, die heutige L 401 anschließt.
Seit 1989 verläuft die A 63 (Kaiserslautern – Mainz) an Steinbach vorbei. Eine ursprünglich geplante Tank- und Rastanlage im Eichbachtal, direkt unterhalb der Brühlstraße in Steinbach konnte bisher durch Anwohner mit Verweis auf zu erwartende erhebliche Lärm- und Schadstoffbelastungen erfolgreich verhindert werden.:426 Statt der Tank- und Rastanlage wurde östlich vom geplanten Standort der Parkplatz Donnersberg errichtet.:427 Bis zum Weiterbau in Richtung Winnweiler 1996 endete die Autobahn an einer provisorischen Anschlussstelle direkt in Steinbach, sodass der Ort kurzzeitig einen eigenen Autobahnanschluss hatte. Mit dem Weiterbau wurde die provisorische Anschlussstelle wieder aufgegeben, die nächste Anschlussstelle liegt nunmehr 5 km entfernt in Göllheim.:428
1873 erhielt Steinbach einen Bahnanschluss über den nur 1 km südlich des Ortes gelegenen Bahnhof Börrstadt an der Zellertalbahn. Der Personenverkehr auf der Strecke wurde 1983 eingestellt, bei der Reaktivierung für den Ausflugsverkehr 2001 wurde dieser Bahnhof nicht wieder reaktiviert.:424 Bis 2016 bediente der Ausflugsverkehr stattdessen den 5 km entfernten Bahnhof Göllheim-Dreisen, seit dessen Einstellung sind die nächsten regulär bedienten Bahnhöfe die Bahnhöfe Winnweiler und Münchweiler an der Alsenz an der Alsenztalbahn.

### Bildung
Steinbach am Donnersberg hat heute keine Grundschule mehr. Die Kinder aus Steinbach besuchen die Grundschule in Sippersfeld. Weiterführende Schulen sind in Winnweiler vorhanden.
Ein Schulwesen wird in Steinbach für das Jahr 1751 urkundlich erwähnt. Der Unterricht fand zunächst in hierfür hergerichteten Bauernhäusern statt, zuletzt auf einem Grundstück zwischen Bachbergstraße und Donnersberger Straße.:380 Nachdem dieses Bauernhaus bei Umbauarbeiten niederbrannte, wurde es abgerissen und 1852 an selber Stelle ein neues Anwesen mit Schulhaus, Scheune und Stall errichtet.:274 Das Schulhaus verfügte über zwei Schulsäle und zwei Lehrerwohnungen. Aufgrund steigender Schülerzahlen mussten 1888 die Schulsäle erweitert werden, die Lehrerwohnungen wurden in ein neues Haus (heutige Standenbühler Straße 18) ausgelagert.:304 1921 wurden Stall und Scheune durch eine Turnhalle ersetzt, die nicht nur dem Schulunterricht diente, sondern bis zum Bau des heutigen Bürgerhauses das kulturelle Zentrum der Gemeinde war.:380
Dieses Schulhaus genügte nach dem Zweiten Weltkrieg nicht mehr den Anforderungen und so entstand in den Jahren 1961–1963 auf einem Grundstück im Nordwesten der Gemeinde, gegenüber dem heutigen Sportplatz ein neues Schulgebäude.:380 Bei der Einweihung 1965 verfügte das Schulgebäude über zwei Klassenräume entsprechend der Zahl der Kinder in Steinbach.:382 Dieses Schulgebäude wurde letztlich nur sieben Jahre lang genutzt, denn schon im Jahr 1972 beschloss das Land Rheinland-Pfalz die Auflösung der Dorfschulen zugunsten größerer Mittelpunktschulen.:383 Der ursprüngliche Plan, die Schulen in Steinbach und Dannenfels zu einer Verbundschule zusammenzuschließen und die Jahrgänge abwechselnd in Steinbach und in Dannenfels zu unterrichten, stieß auf massiven Protest der betroffenen Eltern. Erst nach zähen Verhandlungen ließ sich der Schulträger auf einen Kompromiss ein und schlug Steinbach der Grundschule im – eigentlich weiter entfernten – Sippersfeld zu. In das leerstehende Gebäude zog zunächst eine Sonderschule ein. Diese errichtete aber nach gescheiterten Kaufverhandlungen einen Neubau in Göllheim und verließ Steinbach 1987. Anschließend wurde die Schule in Steinbach abgerissen.:384
Das alte Schulhaus im Ortszentrum diente nach Auszug der Schule noch als Gemeindehaus, wurde aber mitsamt der Turnhalle 1982 abgerissen, um die Verbreitung der Donnersberger Straße und Einrichtung einer Bushaltestelle zu ermöglichen; da wo das Schulhaus einst stand, befindet sich heute ein Dorfplatz mit Dorfbrunnen.:380 Mit dem Abriss des alten Schulhauses gingen auch zahlreiche Akten unwiederbringlich verloren, die zuvor im Keller des Schulhauses gelagert waren.:275
Seit 2003 gibt es in Steinbach am Donnersberg einen Kindergarten. Der Kindergarten, der für zwei Gruppen ausgelegt ist, wurde in einem Neubau in der Donnersberger Straße 9a eingerichtet und betreut Kinder aus Steinbach und Breunigweiler. Aufgrund steigenden Bedarfs musste im Jahr 2020 eine dritte Gruppe in der Jugendherberge eingerichtet werden.

### Tourismus

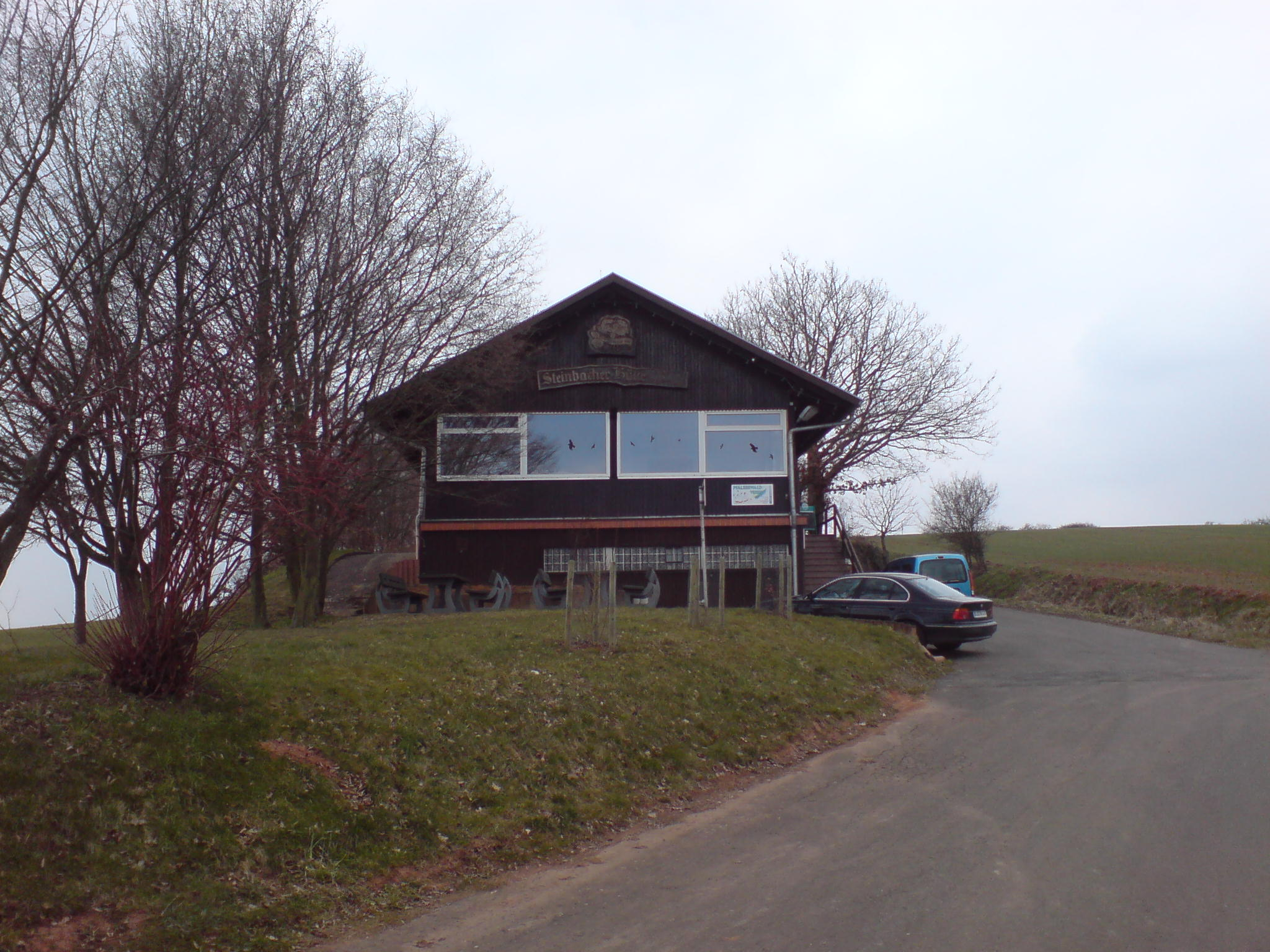
Steinbacher Hütte am Donnersberg

Überregional bekannt war die Jugendherberge in Steinbach. Sie wurde im Jahr 1959 auf einem Hügel oberhalb der Gemeinde errichtet und bot 17 Schlafräume mit 115 Betten. Es war die einzige Jugendherberge im Donnersbergkreis.:314 2020 schloss das Deutsche Jugendherbergswerk (DJH) die Jugendherberge in Steinbach aufgrund der Folgen der COVID-19-Pandemie. Die Gemeinde kaufte das Gebäude zwischenzeitlich vom DJH zurück, eine Nachnutzung ist noch nicht bekannt.
Auf Gemarkung der Gemeinde befindet sich die Steinbacher Hütte am Donnersberg.
Durch den Ort verlaufen die Europäische Keltenroute, der mit einem blauen Balken markierte Fernwanderweg Staudernheim–Soultz-sous-Forêts sowie ein Wanderweg, der mit einem blau-roten Balken markiert ist und der von Kirchheimbolanden bis nach Pirmasens führt. Durch den Westen der Gemarkung führt außerdem der Pfälzer Höhenweg.

## Persönlichkeiten
- Samuel Köster (1742–1829),  evangelischer Pfarrer und Jakobiner, war von 1769 bis 1780 vor Ort Pfarrer.
- Gustav Adolf Bernd (1869–1942), Bildhauer und Steinmetz, schuf das örtliche Kriegerdenkmal.